# الاتحاد الدولي لكرة القدم
الاتحاد الدولي لكرة القدم (بالفرنسية: Fédération Internationale de Football Association)، ويعرف اختصارًا باسم فيفا (بالفرنسية: FIFA)، هي الهيئة المنظمة للعبة كرة القدم في العالم، تأسست في 21 مايو من العام 1904 في باريس، ويقع مقرها بمدينة زيورخ في سويسرا. ويضم 211 من اتحادات كرة القدم في العالم، ويرأس الفيفا منذ 26 فبراير 2016 جياني إنفانتينو.

## تاريخ

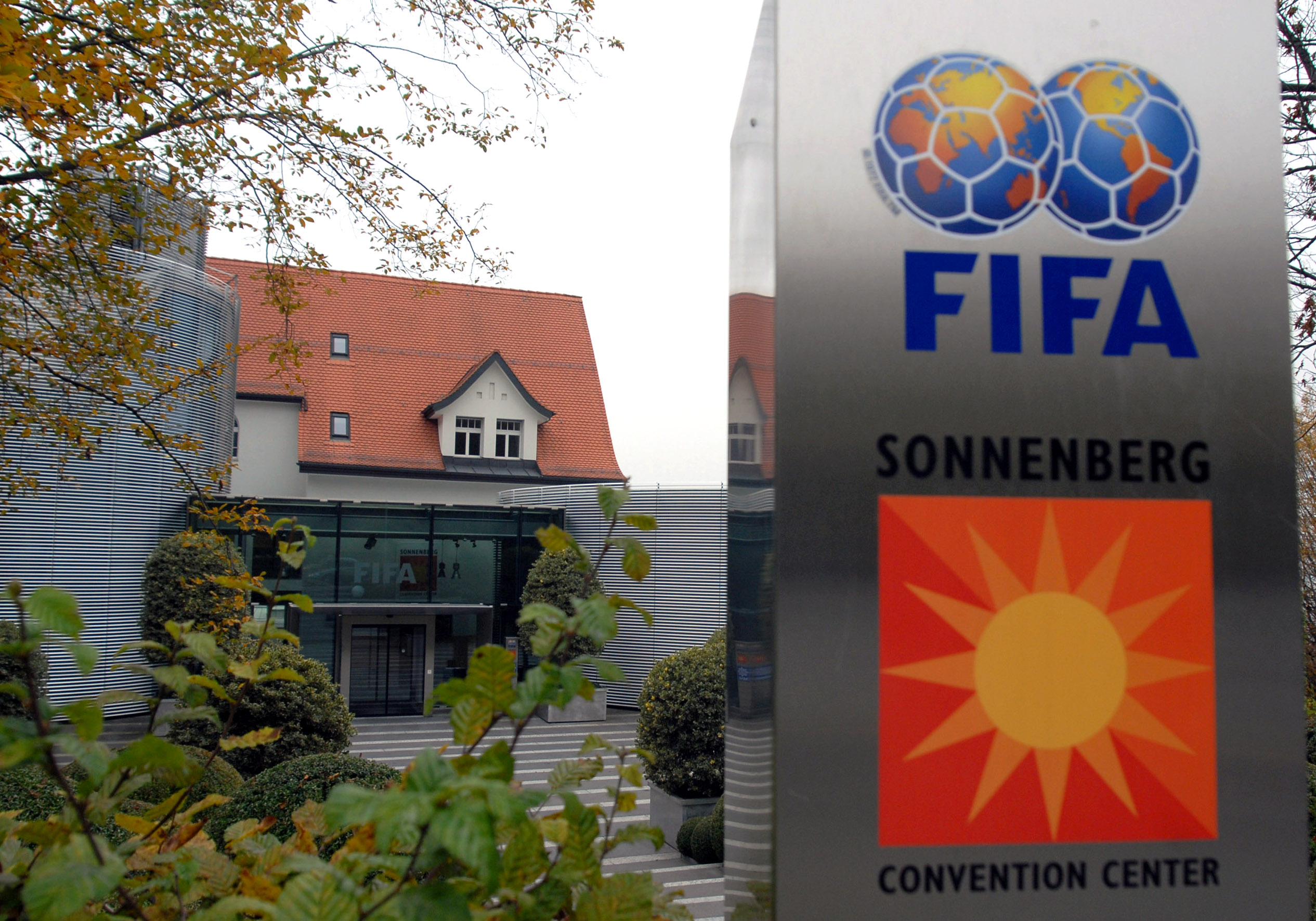
مقر الفيفا

اجتمع في العام 1863 إثنا عشر مندوبًا من الأندية والجمعيات الإنجليزية في باريس للبحث في كيفية وضع قوانين خاصة باللعبة لإنشاء أول اتحاد رسمي لكرة القدم. فقبل تأسيس الفيفا كانت المئات من المدارس والأندية تمارس كرة القدم بقوانين خاصة بها. فالبعض منها سمح للاعب باستعمال يديه وكتفيه أثناء اللعب فيما منع القسم الآخر استعمال اليدين، ومع وجود هذه الخلافات اتفق الاتحاد الجديد على تحديد أصول اللعبة ووضع قانون موحد لها. فخلال عقد أُنشئ الاتحاد الويلزي ثم الاسكتلندي والإيرلندي. وفي عام 1882 أسست الاتحادات الأربعة مجتمعة الاتحاد الدولي لكرة القدم، الذي ينظم قواعد كرة القدم في أنحاء العالم.
مع نهاية القرن التاسع عشر انتشرت لعبة كرة القدم في مختلف أنحاء العالم حيث نشرها البحارة والتجار البريطانيين، ومن مختلف المسافرين الأوروبيين. فمن أستراليا إلى البرازيل. ومن المجر إلى روسيا أٌنشئت الاتحادات والأندية والمسابقات، وأدى ذلك النمو الشامل إلى تكوين الاتحاد الدولي لكرة القدم (الفيفا) في باريس في 21 مايو 1904. بعدما تم إنهاء دور الاتحاد السابق من قبل فرنسا وبمشاركة ست دول أوروبية، وأصبحت كرة القدم لعبة عالمية. والاسم الفرنسي لا يزال يستخدم حتى يومنا هذا حتى خارج نطاق الدول الناطقة باللغة الفرنسية. كان أول رئيس للاتحاد الفرنسي روبير غيرين.

شعار الاتحاد الدولي لكرة القدم (1998–2009)

## كأس العالم

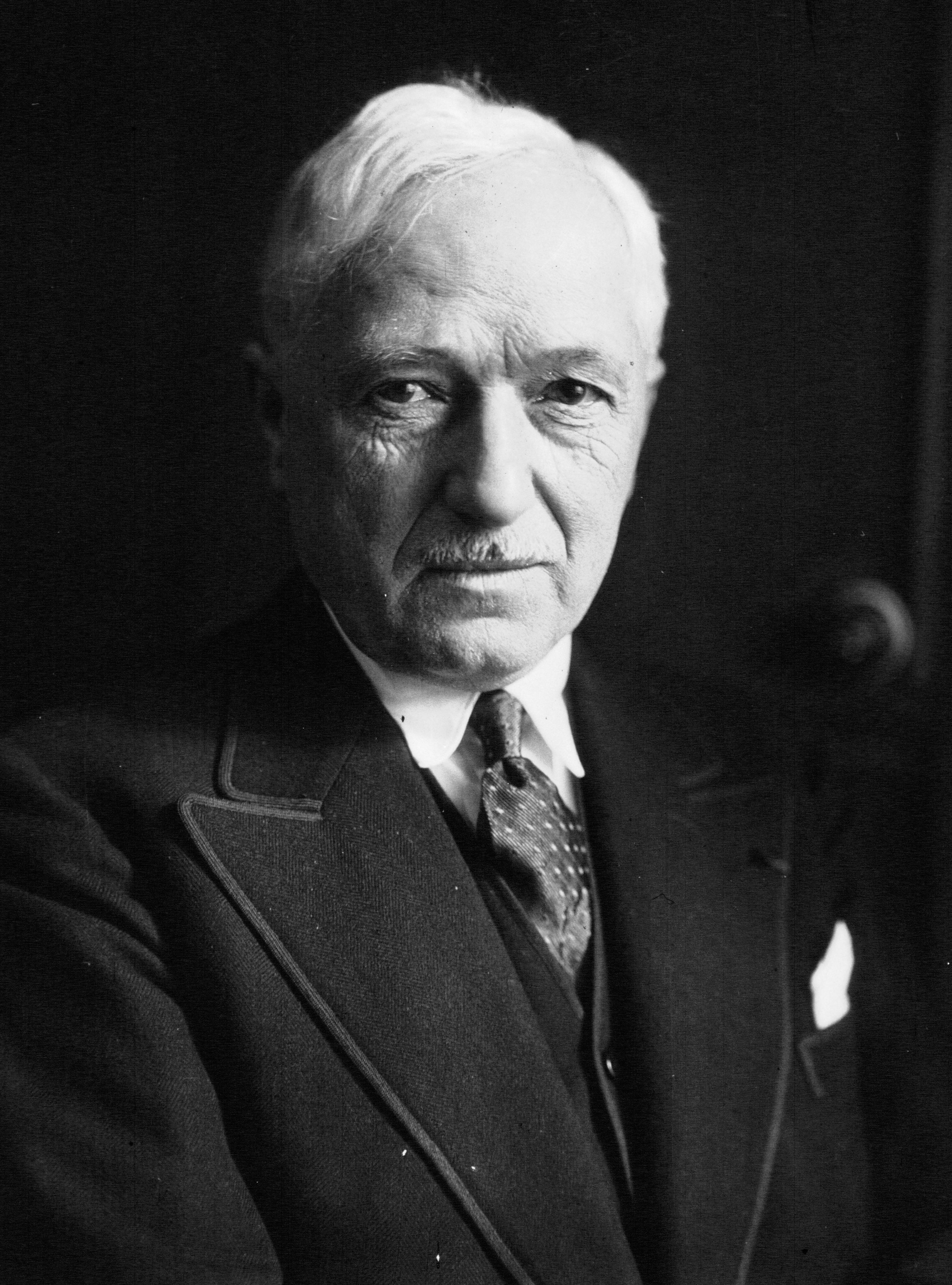
صورة جول ريميه رئيس الفيفا الثالث وصاحب احياء وتنفيذ فكرة كأس العالم.

ترجع فكرة إقامة كأس العالم لكرة القدم إلى أول اجتماع للاتحاد الدولي لكرة القدم عام 1904 في باريس، وبحضور سبع دول هي: سويسرا، بلجيكا، الدانمارك، فرنسا، هولندا، إسبانيا، والسويد. حيث تبنى للاتحاد الدولي فكرة إقامة بطولة عالمية لكرة القدم، بعد أن استغرق القرار وقتاً طويلاً للاتفاق عليه. بسبب عدة صعوبات، كانت أبرز هذه الصعوبات هو رفض اللجنة الأولمبية الدولية لفكرة البطولة خوفاً من تأثيرها على الدورات الأولمبية العريقة، وكذلك خوفاً من سيطرة الاتحاد الدولي على اللعبة الأكثر شعبية في العالم.
نهضت الفكرة مرة أخرى عام 1921 على يد المحامي الفرنسي جول ريميه، والذي أصبح لاحقا رئيساً للاتحاد الدولي لكرة القدم والذي عمل جاهداً لإطلاق أول بطولة عالمية لكرة القدم، وبعد مرور سبعة أعوام على تعيينه في منصب الرئاسة وافق الاتحاد الدولي لكرة القدم في اجتماع تاريخي عقد في 25 مايو 1928 على إقرار بطولة كأس العالم، وتسميتها ببطولة كأس النصر.
تقدمت الأوروغواي بطلب تنظيم البطولة، وتمت الموافقة نظرا لأنها كانت رائدة المنتخبات في ذلك الوقت وبطلة آخر دورتين أولمبيتين، وقدمت تسهيلات للمنتخبات المشاركة، وتكفل الاتحاد الدولي بدفع مصاريف الفرق وتنقلاتها الصعبة في ذلك الوقت. قبل عامين من انطلاق منافسات أول كأس عالم، اشترطت التعليمات وجوب وجود جائزة ثمينة تقدم للمنتخب الفائز بالبطولة العالمية، مما دفعهم إلى إنشاء كأس النصر (كأس جول ريميه). وانطلقت البطولة لأول مرة عام 1930 ولا زالت مستمرة كل 4 سنوات حتى اليوم.

## بطولات أخرى
ومع إشراف الاتحاد الدولي لكرة القدم على كأس العالم لكرة القدم والألعاب الأولمبية، فإن الاتحاد قد نظم العديد من البطولات الأخرى مثل كأس العالم لكرة القدم تحت 17 سنة وكأس العالم لكرة القدم تحت 20 سنة، وقد نظم الفيفا بطولة كأس القارات لكرة القدم، وقد كانت فكرة كأس القارات والتي كان اسمها في السابق بطولة الكأس الذهبية.
ومع تطور كرة القدم النسائية، أنشأ الفيفا كأس العالم لكرة القدم للنساء في عام 1991، وكأس العالم لكرة القدم للنساء تحت 20 سنة في عام 2002، انتهت بطولة كأس العالم لكرة القدم تحت 17 ربيعا.
ونظم الفيفا بطولة كرة قدم للأندية اسمها كأس العالم للأندية، وتقام البطولة بين أبطال القارات الستة وبطل الدوري في الدولة المستضيفة للبطولة، وتقام البطولة حاليا في الامارات. وينظم الفيفا العديد من المسابقات لكرة القدم الشاطئية وكرة القدم داخل الصالات. ولا يوجد بطولة لا يعترف فيها الفيفا لكن يوجد بطولات لا يشرف عليها الفيفا بسبب عدم وجود دخل مادي كافي لها مثل دورات الخليج العربي.

## قوانين اللعبة
أسرت مباريات كرة القدم بين أعوام 1870 و1880 معظم المشاهدين وازداد إعجابهم بسحر الكرة المستديرة فتم وضع القوانين الأساسية من قبلهم إضافة إلى القوانين الجديدة مثل رمي الكرة من خط التماس باليدين وركلة الجزاء. فلمدة طويلة كان بالإمكان مهاجمة حراس المرمى ولكن الآن لم يعد ذلك ممكنا إلا إذا كان الحارس يملك الكرة. وكان بإمكان الحراس التقاط الكرة من أي نقطة من الملعب ولكن تم تغيير هذه القاعدة بعد أن سجلت عدة أهداف من قبل حراس المرمى عام 1910 في شباك الخصم.

## التنظيم
أُنشئ الاتحاد الدولي لكرة القدم تحت نظم القوانين السويسرية، وتقوم الهيئة العليا في الفيفا بالتواصل مع كل اتحاد محلي، وتعقد الهيئة العليا في الفيفا اجتماعا كل أربع سنوات منذ عام 1998 لمناقشة تغيير بعض قوانين كرة القدم. وتختار الهيئة العليا رئيس الفيفا، والسكرتارية التابعة له، وأعضاء الفيفا، ويهتم رئيس الفيفا بالأعمال المكتبية في الفيفا، بينما يقوم السكرتارية بالاهتمام بقضايا ال209 أعضاء.
وقام الاتحاد الدولي لكرة القدم بإنشاء العديد من الاتحادات، ومنها الاتحادات القارية، ويجب على الاتحادات الوطنية أن تكون عضوا في الاتحاد القاري لكرة القدم والاتحاد الدولي لكرة القدم وفقا لتصنيفها الجغرافي.
- الاتحاد الآسيوي لكرة القدم - لقارة آسيا ودولة أستراليا.
- الاتحاد الأفريقى لكرة القدم - لقارة أفريقيا.
- اتحاد أمريكا الشمالية وأمريكا الوسطى والبحر الكاريبي لكرة القدم - لقارة أمريكا الشمالية وأمريكا الوسطى.
- اتحاد أمريكا الجنوبية لكرة القدم - لقارة أمريكا الجنوبية.
- اتحاد أوقيانوسيا لكرة القدم - لقارة أوقيانوسيا.
- الاتحاد الأوروبي لكرة القدم - لقارة أوروبا.

وللدول الواقعة بين آسيا وأوروبا الخيار في اختيار أي اتحاد قاري يريدون الانضمام إليه، وهناك عدد من الدول مثل روسيا وتركيا وأرمينيا وأذربيجان اختارت الانضمام إلى أوروبا، بالرغم من أن بلادهم تقع في قارة آسيا، وقد انضمت إسرائيل إلى الاتحاد الأوروبي لكرة القدم في عام 1994 بالرغم من كونها في قارة آسيا بعد أن حدثت العديد من المشاكل بينها وبين العديد من الدول في الشرق الأوسط، وقد انضمت كازاخستان إلى قارة أوروبا في عام 2002.

صورة من كونغرس الفيفا رقم 66 عام 2016، ويظهر بالصورة جياني إنفانتينو رئيس الفيفا

وتعتبر دولتا سورينام وغيانا أعضاء في اتحاد أمريكا الشمالية وأمريكا الوسطى والبحر الكاريبي لكرة القدم بالرغم من كونهم في قارة أمريكا الجنوبية. وانضمت أستراليا إلى الاتحاد الآسيوي لكرة القدم في بداية عام 2006، وذلك بسبب عدم وجود أي مقعد خاص لكأس العالم لكرة القدم لقارة أوقيانوسيا، وللسخرية فإن منتخب أستراليا لكرة القدم قد تأهل إلى كأس العالم لكرة القدم 2006 عن بعد أن تغلب على منتخب أوروغواي لكرة القدم، وفي الطريقة التي تعتبر من الصعب الوصول إلى كأس العالم عن طريقها.
- 26 يوليوز 2025، افتتح الاتحاد الدولي لكرة القدم (فيفا)، أول مكتب إقليمي له في منطقة شمال إفريقيا، وذلك في العاصمة الرباط، قبل خمس سنوات من انطلاق كأس العالم 2030 الذي سيُقام بشكل مشترك بين المغرب وإسبانيا والبرتغال. [14] [15] [16]وأكد رئيس الفيفا، جياني إنفانتينو، خلال حفل الافتتاح، أن هذا اليوم “سيُكتب بأحرف من ذهب في تاريخ الفيفا وكرة القدم الإفريقية والمغربية والعالمية”، مشيرًا إلى أن تنسيق الجوانب التنظيمية لمونديال 2030 سيتم انطلاقًا من هذا المكتب الجديد. [14] [15] [16]

## جوائز
بين عامي 1991 و2009 قدّمت الفيفا جائزة أفضل لاعب في العالم لكرة القدم للاعب الأبرز في العام، وفي عام 2010 توحدت الفيفا مع مجلة فرانس فوتبول لتقديم جائزة الكرة الذهبية حتى عام 2015 عندما انفصلا ورجعت المجلة لنظامها القديم في الجائزة، وتفرّدت الفيفا بجوائز جديدة تحت مسمى «الأفضل» والتي تتفرع لثمانية جوائز بداية من عام 2016.

## الرؤساء

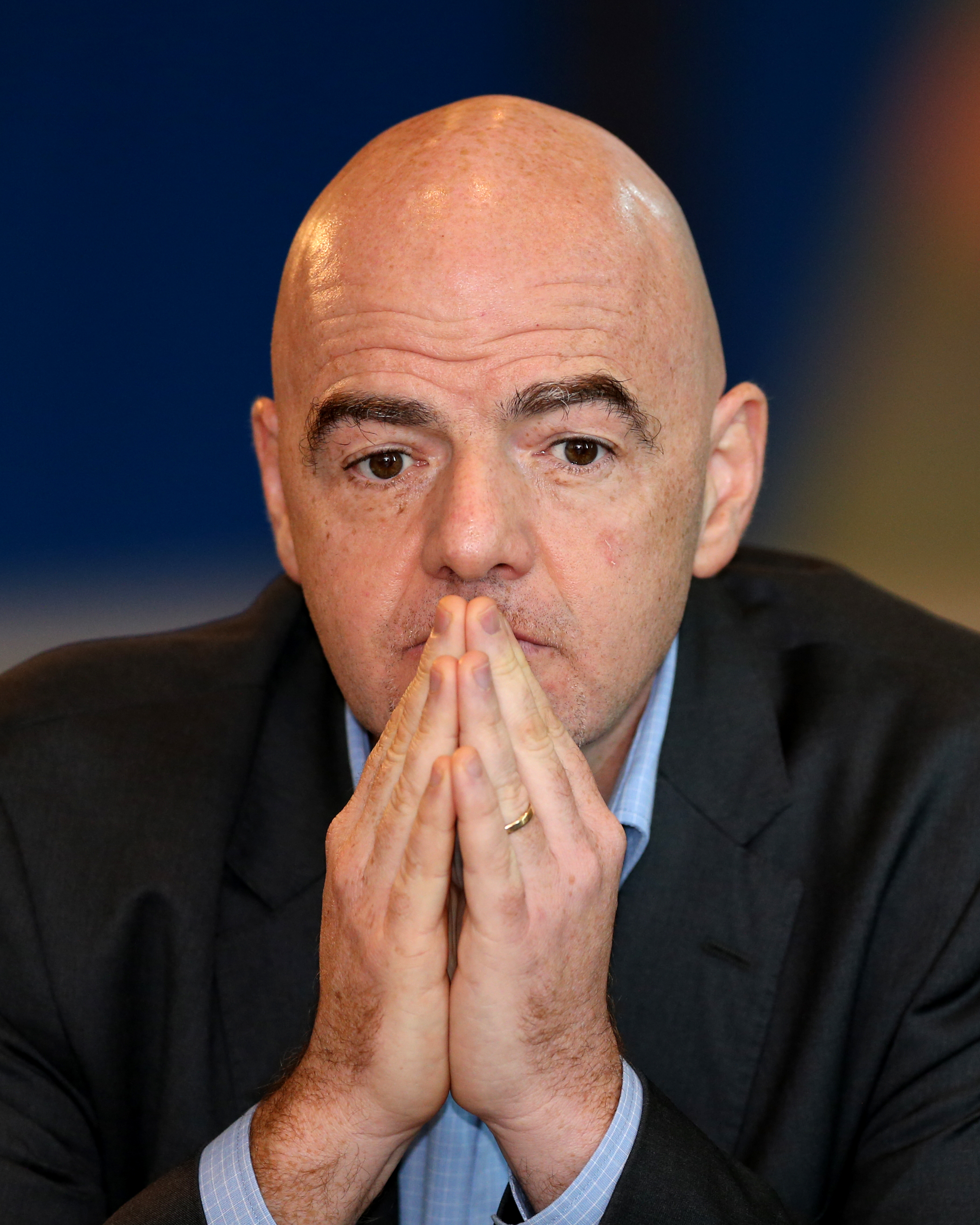
جياني إنفانتينو الرئيس الحالي للاتحاد الدولي لكرة القدم (فيفا)

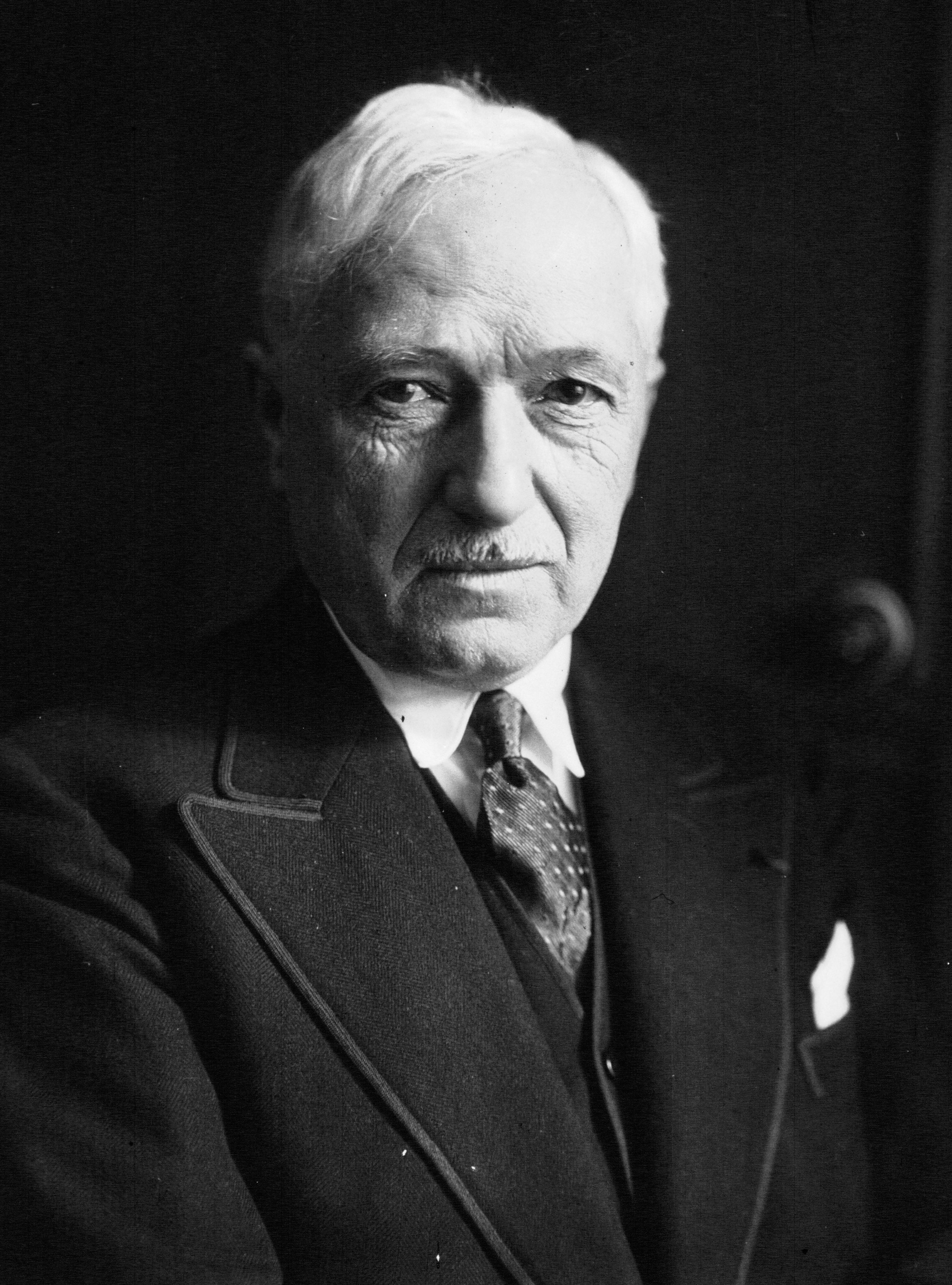
جول ريميه صاحب أطول فترة رئاسة للاتحاد الدولي لكرة القدم (فيفا)

- روبرت جورين 1904 ـ 1906.
- دانيل بورلي ولفول 1906 ـ 1918.
- جول ريميه 1921 ـ 1954.
- رودولف سيلدرايرس 1954 ـ 1955.
- آرثر دريوري 1955 ـ 1961.
- سير ستانلي روس 1961 ـ 1974.
- جواو هافيلانج 1974 ـ 1998.
- جوزيف سيب بلاتر 1998 ـ 2015.
- جياني إنفانتينو 2016 ـ الآن.

## الحقوق الحصرية واتفاقية الترخيص لـ EA SPORTS ™
أطلقت إي أيه سبورتس أول لعبة كرة قدم تحمل علامة FIFA في عام 1993 من شركة صناعة ألعاب الفيديو إلكترونيك آرتس وتحتفظ بالحقوق الحصرية في إطلاق ألعاب الفيديو التي تحمل علامة FIFA التجارية والإدارية بالإضافة إلى ذلك، تمتلك إي أيه سبورتس أيضًا حقوقًا حصرية في إطلاق ألعاب الفيديو الرسمية لكأس العالم FIFA وأعلنت إي أيه سبورتس والاتحاد الدولي لكرة القدم في 2013 عن تمدد اتفاقية ترخيص إلى 2022 ديسمبر31 .

## أنشطة اقتصادية
أعلنت الفيفا في أبريل عام 2004 أنها تتوقع الحصول على 144 مليون دولار أمريكي مقابل الـ 1.64 مليار المستثمرة بين عامي 2004 و2006 (من ضمن ذلك بطولة كأس العالم لكرة القدم 2006).